# Magacela
Magacela település Spanyolországban, Badajoz tartományban. Magacela La Coronada, Campanario, La Haba és Villanueva de la Serena községekkel határos. Lakosainak száma 498 fő (2024).

## Népesség
A település népessége az utóbbi években az alábbiak szerint változott:
| Lakosok száma | 685  | 661  | 635  | 607  | 580  | 561  | 533  | 530  | 511  | 498  |
|               | 2001 | 2004 | 2006 | 2009 | 2011 | 2014 | 2016 | 2019 | 2021 | 2024 |